# Dãy Titiwangsa
Dãy Titiwangsa (tiếng Malay: Banjaran Titiwangsa), hay còn gọi là Dãy núi Sankalakhiri (tiếng Thái Lan: ทิวเขาสันกาลาคีรี) ở Thái Lan, là một dãy núi tạo thành "xương sống" của bán đảo Mã Lai. Đầu phía Bắc của dãy núi nằm ở các tỉnh Pattani, Songkhla, Yala và Narathiwat, miền nam Thái Lan. Dãy Titiwangsa chạy gần như theo hướng đông nam và kết thúc ở phía nam gần Jelebu, Negeri Sembilan, Malaysia. Đỉnh cao nhất là Gunung Korbu với độ cao 2.183 m. Dãy núi này như là một sự phân chia tự nhiên Malaysia bán đảo thành hai khu vực bờ biển miền Đông và miền Tây.
Một số điểm đến dành cho du khách nổi tiếng của Malaysia như cao nguyên Cameron và vùng đồi Fraser nằm trên dãy núi này.